# Dobra são-tomense
A Dobra é a moeda de São Tomé e Príncipe. A sua abreviação é Db e é dividida em 100 cêntimos. A primeira Dobra (STD) foi introduzida em 1977, substituindo o Escudo, com a mesma paridade. Devido à inflação, em 2018 a Dobra foi redenominada a uma taxa de 1000 para 1, e recebeu o novo código de moeda ISO 4217 STN.
São Tomé e Príncipe assinou um acordo com Portugal em 2009, ligando a Dobra ao Euro. A taxa de câmbio foi fixada em 1 EUR = 24.500 STD em 1 de janeiro de 2010, o que significa que a Nova Dobra está atrelada ao euro a € 1 = 24,5 STN / nDb.

## Moedas

### Primeira Dobra
Em 1977, foram introduzidas as moedas de 50 cêntimos, 1, 2, 5, 10 e 20 dobras. Com exceção das moedas de 50 cêntimos e 1 Dobra que eram de bronze, essas moedas foram feitas com cuproníquel, assim como as de 50 dobras, introduzidas em 1990. Essas moedas representavam uma combinação de alimentos e flora e fauna locais. Estas moedas, embora raramente vistas em circulação hoje, devido à inflação crônica, nunca foram desmonetizadas e ainda têm valor legal
Em 1997, uma nova série de moedas com denominações maiores foi introduzida consistindo de 100, 250, 500, 1000 e 2000 Dobras. Destas, as de 100 e 250 dobras são redondas, a maior das três são heptagonais equilateralmente curvadas. Essas moedas foram todas feitas com aço niquelado e retratam temas relacionados à vida selvagem.
Todas as moedas circulantes carregam o brasão do país no anverso, com o texto "Aumentemos a Produção" e o valor no reverso.

### Segunda Dobra
Com a redenominação da Dobra em 2018, foram introduzidas moedas nos valores de 10, 20 e 50 cêntimos e 1 e 2 Dobras.

### Primeira Dobra
Em 30 de setembro de 1977, foram introduzidas notas de 50, 100, 500 e 1000 dobras pelo Banco Central de São Tomé e Príncipe. Em 1996, foram introduzidas as notas de 5000, 10.000, 20.000 e 50.000 Dobras, com as notas de menor valor da série anterior sendo substituídas por moedas em 1997. Uma nova edição foi lançada em 2006 com recursos de segurança atualizados.
Em dezembro de 2008, a nota de 100.000 Dobras foi introduzida pois a inflação contínua fazia a nova denominação necessária. A nota foi muito bem recebida e aceita pelo público em geral.
Todas as notas trazem o retrato de Rei Amador no anverso, no entanto, na nota de 100.000 dobras está o retrato impresso de Francisco José Tenreiro.

### Segunda Dobra
Com a redenominação da Dobra, notas de 5, 10, 20, 50, 100 e 200 Dobras foram emitidas em 2018. As notas de 5 e 10 Dobras são impressas em polímero, e todas as notas apresentam várias espécies de borboletas no anverso com a vida selvagem local representada nos reversos.

## Acordo de 2009 com Portugal
Em julho de 2009, o governo de São Tomé e Príncipe assinou um acordo de empréstimo com Portugal, sua antiga metrópole colonial. O acordo pretendia vincular a Dobra ao Euro.  Portugal irá fornecer até 25 milhões de euros em uma ação endossada pela Comissão Européia. São Tomé e Príncipe afirmou que a ligação da Dobra ao Euro "garantiria a estabilidade" no país. Espera-se também atrair investimentos estrangeiros.
Funcionários passaram um ano negociando o acordo, que entrou em vigor em janeiro de 2010. O acordo é semelhante a um que Portugal assinou dez anos antes com Cabo Verde.

## Redenominação da Dobra
Em 25 de agosto de 2017, o Banco Central de São Tomé e Príncipe anunciou uma redenominação da Dobra, em comemoração aos 25 anos do Banco Central, com 1 nova Dobra igual a 1.000 das Dobras antigas. Seis notas (em denominações de 5, 10, 20, 50, 100 e 200 novas Dobras, com as duas denominações de menor valor impressas em polímero) e cinco moedas (em denominações de 10, 20 e 50 cêntimos e 1 e 2 novas Dobras) foram emitidos em 1 de janeiro de 2018. A antiga e nova série de notas circularam simultaneamente até 30 de junho de 2018, podendo ser trocadas ou depositadas em bancos comerciais até 31 de dezembro de 2018 e no Banco Central até 31 de dezembro de 2019.